# Mârlogea, Prahova
Mârlogea este un sat în comuna Apostolache din județul Prahova, Muntenia, România.
Așezarea este atestată documentar în 1805.
La 1901, satul avea 125 de locuitori, și o biserică fondată la 1825 de Panait Prapogic și reparată în 1858 de Dumitru Caramalâu.